# Yuyao
Yuyao (余姚 ; pinyin : Yúyáo) est une ville de la province du Zhejiang en Chine. C'est une ville-district placée sous la juridiction administrative de la ville-préfecture de Ningbo. On y parle le wu.

## Démographie
La population du district était de 830 399 habitants en 1999.

## Personnalité connue de la ville de Yuyao
Zhu Zhiyu (朱之瑜) ou Zhu Shunshui (朱舜水)
Zhu Zhiyu (朱之瑜) est un grand érudit du confucianisme. Il a déménagé au Japon et y a été connu sous le nom de Zhu Shunshui (朱舜水). Il a apporté de grandes contributions à la culture japonaise.

### Biographie
Zhu Zhiyu (朱之瑜)(1600-1682), nom de courtoisie Luyu, et communément appelé Zhu Shunshui (朱舜水) au Japon, était l'un des plus grands érudits du confucianisme de la dynastie Ming et l'époque d'Edo au Japon. Il est né à Yuyao en Chine dans la 28e année de Wanli dans la dynastie Ming et il est décédé dans la 21e année de Kangxi dans la dynastie Qing (1682) au Japon.

### Jeunesse
Son père est décédé quand il avait 19 ans. Comme il était la seule source de revenu de sa famille, leur niveau socio-économique a décliné. Zhu Shunshui a toujours été intelligent, diligent et studieux. Zhu Shunshui a suivi les principes du confucianisme depuis l'enfance.

### Influences et contributions
Zhu Shunshui a apporté au Japon un nouveau confucianisme qui valorise l'apprentissage pratique. Il a aussi présenté le fonctionnarisme, le système scolaire, le système rituel et le système habillement au clan Mito.
Zhu Shunshui a contribué à l'achèvement du livre "Histoire du grand Japon" de l'école Mito.
Zhu Shunshui a promu l'éducation de Mito. Il a enseigné inlassablement à un grand nombre de savants confucéens de haut niveau.